# Рибак Норберт Миколайович
Норберт Миколайович Рибак (1897, с. Фільварки, нині у складі м. Монастириська, Україна — 2 липня 1975, Чикаґо, США) — український галицький громадський діяч (також в еміграції), диригент, хорунжий УГА, Дієвої Армії УНР. Засновник філії товариства «Просвіта» в Монастириськах.

## Життєпис
Норберт Рибак народився 1897 року в селі Фільварках (Бучацького повіту, Королівство Галичини та Володимирії, Австро-Угорщина, нині перебуває в складі м. Монастириська Тернопільської області, Україна). Мати Марія — донька багатого австрійського колоніста Ганса Йогана Бекера та його дружини — представниці роду «малих дідичів» Григоровичів, на чиє бажання був названий Норбертом. Мати перейшла після одруження на греко-католицький обряд, стала українською патріоткою. Була заарештована польською окупаційною владою під час війни 1918—1919, бачила катування, вбивство о. Захарія Подляшецького, о. Адальберта-Юрія Галібея.
Закінчив початкову школу в Монастириську, Коломийську гімназію (матуру склав у Відні). З початком І-ї світової хотів записатись до УСС, але не був прийнятий до лав. Повернувся додому, був арештований московитами. Мав бути вивезений «на пєрєвоспитаніє», але втік, півроку переховувався. Розвідники УСС Антін Король, В. Гузар перевели його до Коша УСС, звідки вислали закінчити гімназію. Через 2 роки склав матуру, після цього пішов на фронт. Перебував у «три- та чотирикутниках смерті», воював до 20 листопада 1920.
Закінчив літературно-філологічний факультет Українського університету, Карлів університет (філософський факультет, спеціальність — історія, 1930), обидва — у Празі. Працював учителем у Карпатській Україні до арешту чеською поліцією 1929 року. Був переданий польській владі, відбув півроку ув'язнення у Скольому, Станиславові. Після звільнення працював інструктором товариства «Просвіта» в Бучачі, Монастириськах, Сокалі, організовував читальні, хори, театральні гуртки, оркестр, був диригентом. За його спогадами, заснував читальні в селах Велеснів, Дубенка, Комарівка, Лазарівка, Ниськолизи, Баранів, Тростянці, Савалуски, Вичілки, Діброва.
Під час роботи майже кожного року арештовувався. 1934 року «з першим транспортом» ув'язаний на 2 роки концтабору «Береза Картузька». 1936 року при допомозі студентів заснував філію гімнастично-пожежного товариства «Луг», при якій — клуб копаного м'яча «Степ».
Перед Другою світовою був диригентом хору церкви Воздвиження Чесного Хреста. Брав участь у Другій світовій війні. Потім емігрував на Захід. У Равенсбурзі разом з дружиною заснував українську громаду, школу, хор, театральний гурток. Потім — у США, осів у Чикаго, 20 років брав участь у діяльності українських громадських організацій.
Автор публікацій у періодиці, спогадів, нарисів книги «Бучач і Бучаччина», зокрема, «Монастириська (культурно-освітній огляд)» (С. 269—276), «Польський історик Б. Руліковські про місто Монастириська».
На видання книги «Бучач і Бучаччина» виплатив 100 USD.
Дружина — Анна.